# Stéphane Mosès
Pour les articles homonymes, voir Moses.
Stéphane Mosès, né le 11 juin 1931 à Berlin et mort le 1er décembre 2007 à Paris, est un philosophe, traducteur et germaniste franco-israélien, professeur émérite du Franz Rosenzweig research center for German-Jewish culture and literary history de l'université hébraïque de Jérusalem. 

## Biographie
Stéphane Mosès est né à Berlin le 11 juin 1931.
À partir de 1938 et jusque dans les années 1950, il se trouve au Maroc avec sa famille, à Casablanca, où il passe son baccalauréat au lycée Lyautey. 
Ancien élève de l'École normale supérieure, Stéphane Mosès est agrégé d'allemand, docteur ès-lettres, assistant puis maître-assistant à la Sorbonne et à Paris X-Nanterre. 
En 1969, il s'installe en Israël et il devient professeur de littérature allemande et comparée à l'université hébraïque de Jérusalem.
Spécialiste de philosophie et de littérature allemande, il a fait connaître en France la pensée de Franz Rosenzweig. Il s'est intéressé aussi aux penseurs ou écrivains tels Walter Benjamin et Gershom Scholem, ainsi qu'à Franz Kafka et Paul Celan.
Il meurt le 1er décembre 2007 à l'âge de 76 ans. Il a été enterré au Cimetière de Sanhédriah à Jérusalem, juste à côté du rabbin Max Warschawski et à quelques mètres de l'historien et philosophe Gershom Scholem.
Il a épousé l'artiste Liliane Klapisch, et le couple a eu trois enfants : un fils, le poète, écrivain et traducteur Emmanuel Moses et deux filles, l'écrivaine et poète Anouche Sherman et l'artiste Sonia Moses.

## Principales publications
- Une affinité littéraire, Le Titan de Jean-Paul et Le Docteur Faustus de Thomas Mann, Paris, Klincksieck, 1972 (rééd., coll. « Le Bel Aujourd'hui », Éditions Hermann, 2009).
- Système et révélation : la philosophie de Franz Rosenzweig, préface d'Emmanuel Levinas, Paris, Éditions du Seuil, collection « Esprit », 1982 ; rééd. revue et corrigée, Bayard, 2003 ; rééd. augmentée, Verdier/poche, 2016.
- Spuren der Schrift, von Goethe bis Celan, recueil d'études (1973-1987), Francfort-sur-le-Main, 1987.
- L'ange de l'histoire. Rosenzweig, Benjamin, Scholem, Paris, Éditions du Seuil, coll. « La couleur des idées », 1992 ; rééd. revue et augmentée, Gallimard, « Folio », 2006.
- L'Éros et la Loi, lectures bibliques, Le Seuil, coll. « La couleur des idées », 1999.
- Au-delà de la guerre : trois études sur Lévinas, L'Éclat, 2004.
- Exégèse d'une légende : lectures de Kafka, L'Éclat, 2006 ; traduction en Espagne : Exégesis de una leyenda, Lecturas de Kafka, Ediciones del Subsuelo, Barcelona, 2011.
- Un retour au judaïsme, entretiens avec Victor Malka, Le Seuil, 2008.
- Franz Rosenzweig : sous l'étoile, coll. « Le Bel Aujourd'hui », Éditions Hermann, 2009.
- Rêves de Freud : six lectures, Gallimard, « L'Infini », 2011
- Temps de la Bible : lectures bibliques, L'Éclat, 2011
- Approches de Paul Celan, Verdier, 2015